# Klaus Ziemer

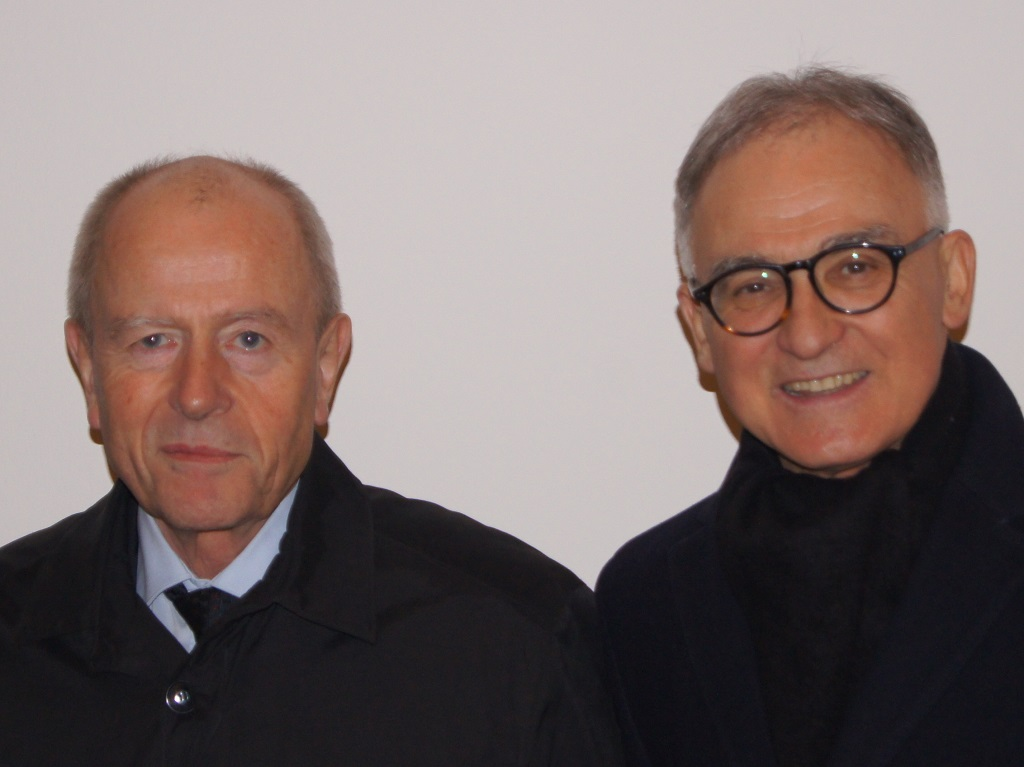
Klaus Ziemer (links) mit dem polnischen Botschafter Andrzej Byrt (2017)

Klaus Ziemer (* 24. Juni 1946 in Heidelberg) ist ein deutscher Politikwissenschaftler und ehemaliger Direktor des Deutschen Historischen Instituts in Warschau.
Klaus Ziemer studierte von 1966 bis 1972 die Fächer Politikwissenschaft, Geschichte und Latein an den Universitäten Heidelberg und München. Von 1973 bis 1987 war er Wissenschaftlicher Assistent an der Universität Heidelberg. Dort wurde Ziemer 1977 promoviert mit der Arbeit Politische Parteien im frankophonen Afrika. 1985 erfolgte in Heidelberg auch seine Habilitation in Politikwissenschaft. Von 1986 bis 1991 folgten Lehrstuhlvertretungen an den Universitäten Essen, München, Mannheim und Trier. Von 1991 bis zu seiner Emeritierung 2011 lehrte Ziemer als Professor für Politikwissenschaft an der Universität Trier. Seit 1998 ist er zudem Professor für Politikwissenschaft an der Kardinal-Stefan-Wyszyński-Universität in Warschau, von 1998 bis 2008 war er auch Direktor des Deutschen Historischen Instituts und in dieser Zeit an der Universität Trier beurlaubt.
Seine Forschungsschwerpunkte sind die polnische Zeitgeschichte, die deutsch-polnischen Beziehungen seit 1945 und der politische Systemwandel in Osteuropa.
Im Ehrenamt ist Ziemer seit 2016 1. Vorsitzender der Heidelberger Initiative Partnerschaft mit Polen. 2024 erhielt Ziemer den Viadrina-Preis.

## Schriften
Monografien
- Das politische System Polens – Eine Einführung, Wiesbaden 2013, ISBN 978-3-531-13595-3.
- Polens Weg in die Krise: eine politische Soziologie der „Ära Gierek“, Frankfurt am Main 1987, ISBN 3-610-09710-8.
- Demokratisierung in Westafrika? Die politischen Systeme von Senegal, Elfenbeinküste und Togo nach 2 Jahrzehnten Unabhängigkeit, Paderborn 1984, ISBN 3-506-74011-3.
- Politische Parteien im frankophonen Afrika, Meisenheim am Glan 1978, ISBN 3-445-01556-2.

Herausgeberschaften
- Wahlen in postsozialistischen Staaten, Opladen 2003, ISBN 3-8100-3942-X.
- Schwierige Nachbarschaften: die Ostpolitik der Staaten Ostmitteleuropas seit 1989, Marburg 2001, ISBN 3-87969-295-5.
- Die Neuorganisation der politischen Gesellschaft: staatliche Institutionen und intermediäre Instanzen in postkommunistischen Staaten Europas, Berlin 2000, ISBN 3-8305-0099-8.